# Lekkoatletyka na Letnich Igrzyskach Olimpijskich 1964
Lekkoatletyka na Letnich Igrzyskach Olimpijskich 1964 – zawody lekkoatletyczne rozgrywane podczas igrzysk olimpijskich w Tokio Odbywały się od 14 do 21 października. Areną zmagań lekkoatletów był stadion olimpijski w Tokio. Przeprowadzono 36 konkurencji, w tym po raz pierwszy bieg na 400 metrów kobiet i pięciobój kobiet, w których wystartowało 1016 zawodników z 82 krajów.

## Rezultaty

### Mężczyźni
| Konkurencja:                              | 1. miejsce                                                                        | Rezultat  | 2. miejsce                                                                       | Rezultat  | 3. miejsce                                                                         | Rezultat  | Źródło |
| Bieg na 100 m (szczegóły)                 | Bob Hayes                                                                         | 10,0 =    | Enrique Figuerola                                                                | 10,2      | Harry Jerome                                                                       | 10,2      | [ 1 ]  |
| Bieg na 200 m (szczegóły)                 | Henry Carr                                                                        | 20,3      | Paul Drayton                                                                     | 20,5      | Edwin Roberts                                                                      | 20,6      | [ 2 ]  |
| Bieg na 400 m (szczegóły)                 | Michael Larrabee                                                                  | 45,1      | Wendell Mottley                                                                  | 45,2      | Andrzej Badeński                                                                   | 45,6      | [ 3 ]  |
| Bieg na 800 m (szczegóły)                 | Peter Snell                                                                       | 1:45,1    | Bill Crothers                                                                    | 1:45,6    | Wilson Kiprugut                                                                    | 1:45,9    | [ 4 ]  |
| Bieg na 1500 m (szczegóły)                | Peter Snell                                                                       | 3:38,1    | Josef Odložil                                                                    | 3:39,6    | John Davies                                                                        | 3:39,6    | [ 5 ]  |
| Bieg na 5000 m (szczegóły)                | Bob Schul                                                                         | 13:48,8   | Harald Norpoth                                                                   | 13:49,6   | William Dellinger                                                                  | 13:49,8   | [ 6 ]  |
| Bieg na 10 000 m (szczegóły)              | Billy Mills                                                                       | 28:24,4   | Mohammed Gammoudi                                                                | 28:24,8   | Ron Clarke                                                                         | 28:25,8   | [ 7 ]  |
| Maraton (szczegóły)                       | Abebe Bikila                                                                      | 2:12:11,2 | Basil Heatley                                                                    | 2:16:19,2 | Kōkichi Tsuburaya                                                                  | 2:16:22,8 | [ 8 ]  |
| Bieg na 110 m przez płotki (szczegóły)    | Hayes Jones                                                                       | 13,6      | Blaine Lindgren                                                                  | 13,7      | Anatolij Michajłow                                                                 | 13,7      | [ 9 ]  |
| Bieg na 400 m przez płotki (szczegóły)    | Rex Cawley                                                                        | 49,6      | John Cooper                                                                      | 50,1      | Salvatore Morale                                                                   | 50,1      | [ 10 ] |
| Bieg na 3000 m z przeszkodami (szczegóły) | Gaston Roelants                                                                   | 8:30,8    | Maurice Herriott                                                                 | 8:32,4    | Iwan Bielajew                                                                      | 8:33,8    | [ 11 ] |
| Sztafeta 4 × 100 m (szczegóły)            | Stany Zjednoczone · Paul Drayton · Gerald Ashworth · Richard Stebbins · Bob Hayes | 39,0      | Polska · Andrzej Zieliński · Wiesław Maniak · Marian Foik · Marian Dudziak       | 39,3      | Francja · Paul Genevay · Bernard Laidebeur · Claude Piquemal · Jocelyn Delecour    | 39,3      | [ 12 ] |
| Sztafeta 4 × 400 m (szczegóły)            | Stany Zjednoczone · Ollan Cassell · Michael Larrabee · Ulis Williams · Henry Carr | 3:00,7    | Wielka Brytania · Tim Graham · Adrian Metcalfe · John Cooper · Robbie Brightwell | 3:01,6    | Trynidad i Tobago · Edwin Skinner · Kent Bernard · Edwin Roberts · Wendell Mottley | 3:01,7    | [ 13 ] |
| Chód na 20 km (szczegóły)                 | Ken Matthews                                                                      | 1:29:34,0 | Dieter Lindner                                                                   | 1:31:13,2 | Wołodymyr Hołubnyczy                                                               | 1:31:59,4 | [ 14 ] |
| Chód na 50 km (szczegóły)                 | Abdon Pamich                                                                      | 4:11:12,4 | Paul Nihill                                                                      | 4:11:32,2 | Ingvar Pettersson                                                                  | 4:14:17,4 | [ 15 ] |
| Skok wzwyż (szczegóły)                    | Walerij Brumel                                                                    | 2,18      | John Thomas                                                                      | 2,18      | John Rambo                                                                         | 2,16      | [ 16 ] |
| Skok o tyczce (szczegóły)                 | Fred Hansen                                                                       | 5,10      | Wolfgang Reinhardt                                                               | 5,05      | Klaus Lehnertz                                                                     | 5,00      | [ 17 ] |
| Skok w dal (szczegóły)                    | Lynn Davies                                                                       | 8,07      | Ralph Boston                                                                     | 8,03      | Igor Ter-Owanesian                                                                 | 7,99      | [ 18 ] |
| Trójskok (szczegóły)                      | Józef Szmidt                                                                      | 16,85     | Oleg Fiedosiejew                                                                 | 16,58     | Wiktor Krawczenko                                                                  | 16,57     | [ 19 ] |
| Pchnięcie kulą (szczegóły)                | Dallas Long                                                                       | 20,33     | Randy Matson                                                                     | 20,20     | Vilmos Varjú                                                                       | 19,39     | [ 20 ] |
| Rzut dyskiem (szczegóły)                  | Al Oerter                                                                         | 61,00     | Ludvík Daněk                                                                     | 60,52     | Dave Weill                                                                         | 59,49     | [ 21 ] |
| Rzut młotem (szczegóły)                   | Romuald Klim                                                                      | 69,74     | Gyula Zsivótzky                                                                  | 69,09     | Uwe Beyer                                                                          | 68,09     | [ 22 ] |
| Rzut oszczepem (szczegóły)                | Pauli Nevala                                                                      | 82,66     | Gergely Kulcsár                                                                  | 82,32     | Jānis Lūsis                                                                        | 80,57     | [ 23 ] |
| Dziesięciobój (szczegóły)                 | Willi Holdorf                                                                     | 7887 pkt. | Rein Aun                                                                         | 7842 pkt. | Hans-Joachim Walde                                                                 | 7809 pkt. | [ 24 ] |

### Kobiety
| Konkurencja:                          | 1. miejsce                                                                     | Rezultat  | 2. miejsce                                                                     | Rezultat  | 3. miejsce                                                                 | Rezultat  | Źródło |
| Bieg na 100 m (szczegóły)             | Wyomia Tyus                                                                    | 11,4      | Edith McGuire                                                                  | 11,6      | Ewa Kłobukowska                                                            | 11,6      | [ 25 ] |
| Bieg na 200 m (szczegóły)             | Edith McGuire                                                                  | 23,0      | Irena Kirszenstein                                                             | 23,1      | Marilyn Black                                                              | 23,1      | [ 26 ] |
| Bieg na 400 m (szczegóły)             | Betty Cuthbert                                                                 | 52,0      | Ann Packer                                                                     | 52,2      | Judy Amoore                                                                | 53,4      | [ 27 ] |
| Bieg na 800 m (szczegóły)             | Ann Packer                                                                     | 2:01,1    | Maryvonne Dupureur                                                             | 2:01,9    | Marise Chamberlain                                                         | 2:02,8    | [ 28 ] |
| Bieg na 80 m przez płotki (szczegóły) | Karin Balzer                                                                   | 10,5      | Teresa Ciepły                                                                  | 10,5      | Pamela Kilborn                                                             | 10,5      | [ 29 ] |
| Sztafeta 4 × 100 m (szczegóły)        | Polska · Teresa Ciepły · Irena Kirszenstein · Halina Górecka · Ewa Kłobukowska | 43,6      | Stany Zjednoczone · Willye White · Wyomia Tyus · Marilyn White · Edith McGuire | 43,9      | Wielka Brytania · Janet Simpson · Mary Rand · Daphne Arden · Dorothy Hyman | 44,0      | [ 30 ] |
| Skok wzwyż (szczegóły)                | Iolanda Balaș                                                                  | 1,90      | Michele Brown                                                                  | 1,80      | Taisija Czenczik                                                           | 1,78      | [ 31 ] |
| Skok w dal (szczegóły)                | Mary Rand                                                                      | 6,76      | Irena Kirszenstein                                                             | 6,60      | Tatjana Szczełkanowa                                                       | 6,42      | [ 32 ] |
| Pchnięcie kulą (szczegóły)            | Tamara Press                                                                   | 18,14     | Renate Garisch-Culmberger                                                      | 17,61     | Galina Zybina                                                              | 17,45     | [ 33 ] |
| Rzut dyskiem (szczegóły)              | Tamara Press                                                                   | 57,27     | Ingrid Lotz                                                                    | 57,21     | Lia Manoliu                                                                | 56,97     | [ 34 ] |
| Rzut oszczepem (szczegóły)            | Mihaela Peneș                                                                  | 60,54     | Márta Rudas                                                                    | 58,27     | Jelena Gorczakowa                                                          | 57,06     | [ 35 ] |
| Pięciobój (szczegóły)                 | Irina Press                                                                    | 5246 pkt. | Mary Rand                                                                      | 5035 pkt. | Galina Bystrowa                                                            | 4956 pkt. | [ 36 ] |

## Klasyfikacja medalowa
| Miejsce | Kraj              | Złoto | Srebro | Brąz | Razem |
| 1       | Stany Zjednoczone | 14    | 7      | 3    | 24    |
| 2       | ZSRR              | 5     | 2      | 11   | 18    |
| 3       | Wielka Brytania   | 4     | 1      | 1    | 12    |
| 4       | Niemcy            | 2     | 5      | 3    | 10    |
| 5       | Polska            | 2     | 4      | 2    | 8     |
| 6       | Nowa Zelandia     | 2     | 0      | 2    | 4     |
| 7       | Rumunia           | 2     | 0      | 1    | 3     |
| 8       | Australia         | 1     | 1      | 4    | 6     |
| 9       | Włochy            | 1     | 0      | 1    | 2     |
| 10      | Belgia            | 1     | 0      | 0    | 1     |
| 10      | Etiopia           | 1     | 0      | 0    | 1     |
| 10      | Finlandia         | 1     | 0      | 0    | 1     |
| 13      | Węgry             | 0     | 3      | 1    | 4     |
| 14      | Czechosłowacja    | 0     | 2      | 0    | 2     |
| 15      | Trynidad i Tobago | 0     | 1      | 2    | 3     |
| 16      | Francja           | 0     | 1      | 1    | 2     |
| 16      | Kanada            | 0     | 1      | 1    | 2     |
| 18      | Kuba              | 0     | 1      | 0    | 1     |
| 18      | Tunezja           | 0     | 1      | 1    | 0     |
| 20      | Japonia           | 0     | 0      | 1    | 1     |
| 20      | Kenia             | 0     | 0      | 1    | 1     |
| 20      | Szwecja           | 0     | 0      | 1    | 1     |